# Tebbutt (cráter)
Tebbutt es un cráter de impacto lunar que se encuentra cerca del borde suroeste del Mare Crisium. Se encuentra al sur del cráter Picard, y anteriormente fue designado como Picard G, antes de ser renombrado por la UAI. Al norte de Tebbutt, pero más al este que Picard, se halla el cráter Lick, inundado de lava.
|  |

Este cráter tiene un borde exterior desgastado y dañado en su mitad oriental, pero el borde es casi inexistente en la cara occidental, siendo poco más que un par de crestas curvadas sobre la superficie. Los flujos de lava han desbordado este borde occidental y han sumergido el interior, dejando un interior relativamente llano y sin rasgos destacables. Un pequeño cratercillo marca el extremo meridional del suelo interior, y varios cráteres minúsculos señalan los restos del borde.

## Referencias

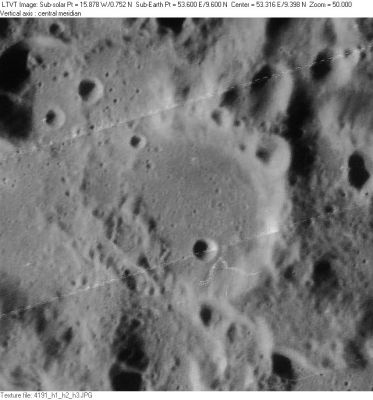
Imagen de la misión Lunar Orbiter 4